# Iodictyum perarmatum
Iodictyum perarmatum är en mossdjursart som beskrevs av Harmer 1934. Iodictyum perarmatum ingår i släktet Iodictyum och familjen Phidoloporidae. Inga underarter finns listade i Catalogue of Life.